# بزمجه دم‌آبی
 بزمجه دم‌آبی(نام علمی: Varanus doreanus) نام یک گونه از سرده بزمجه است.